# شهرستان پارک (وایومینگ)
شهرستان پارک، وایومینگ (به انگلیسی: Park County, Wyoming) یک سکونتگاه مسکونی در ایالات متحده آمریکا است که در وایومینگ واقع شده‌است.

## خصوصیات
شهرستان پارک ۱۸٬۰۴۴٫۵۵ کیلومترمربع مساحت دارد.